# Тампере
Та́мпере (фин. Tampere [ˈtɑmpere]о файле; швед. Tammerfors, Таммерфорс [tɑmːærˈfors]о файле) — город в регионе Пирканмаа на юге Финляндии, второй по значимости городской центр после Хельсинки.
Численность населения составляет 255 066 человек (2023), площадь — 689,59 км² (из которых водная поверхность — 164,56 км²), плотность населения — 406,3 чел/км².
По опросам общественного мнения, в 2012 году Тампере занимал первое место по уровню привлекательности для проживания среди финских граждан.

## Географическое положение
Город расположен между двумя озёрами — Нясиярви на севере и Пюхяярви — на юге, в провинции Пирканмаа, в ляни Западная Финляндия. Перепад уровней озёр составляет 18 метров, озёра связаны небольшой рекой Таммеркоски длиной 945 метров. Река делит историческую часть города на две части. Быстрые воды реки используются также для получения электрической энергии.
Ближайшие к Тампере города — Нокиа, Пирккала, Кангасала, Юлёярви, Оривеси, Куру, Руовеси и Лемпяаля.
| С-З | Вааса ~ 233 км | Сейняйоки ~ 171 км Оулу ~ 469 км | Ювяскюля ~ 148 км Куопио ~ 293 км | С-В |
| З   | Пори ~ 109 км  | Роза ветров                      | Миккели ~ 246 км                  | В   |
| Ю-З | Турку ~ 157 км | Сало ~ 157 км Хельсинки ~ 176 км | Хямеэнлинна ~ 77 км               | Ю-В |

## Климат
Климат Тампере близок к умеренно-морскому. Для него характерна мягкая снежная зима и короткое прохладное лето. Самым холодным месяцем является февраль, а самым тёплым — июль. Снег лежит в среднем с конца ноября до середины апреля.

## История
В 1775 году в районе реки Таммеркоски шведским королём Густавом III было основано торговое поселение. Уже через четыре года, в 1779 году, поселение получило статус города. В то время Тампере был небольшим городком, занимавшим всего несколько квадратных километров.
11 марта 1808 года в город вступили русские войска, которые оспаривали у Швеции право на владение Финляндии.

### Великое княжество Финляндское
По результатам Фридрихсгамского мира 1809 года Таммерфорс в составе Великого княжества Финляндского стал частью Российской империи. В это время он превратился в крупный торговый и индустриальный центр. В течение второй половины XIX века Таммерфорс составлял почти половину индустриального потенциала Финляндии. Индустриальная мощь города дала ему второе название — «Северный Манчестер».
В связи с развитием производства и строительством новых заводов Тампере увеличивал свою площадь за счёт присоединения соседних сельских поселений.
В декабре 1905 года в Таммерфорсе проходила 1-я конференция РСДРП, где впервые встретились В. И. Ленин и Сталин.

### Независимая Финляндия

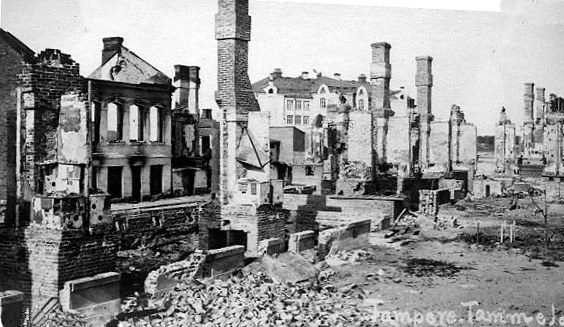
Разрушенный Тампере после сражения

План города Тампере, 1941 г.

Во время Гражданской войны в Финляндии (28 января — 15 мая 1918 года) Тампере был местом одного из стратегически важных событий — 6 апреля «белые» взяли город и захватили в плен около 10 000 «красных».

Тампере был известен как город текстильной и металлургической промышленности. Однако, в 1990-х годах он стал известен как центр телекоммуникационной индустрии и информационных технологий. Технологический центр Хермия (фин. Hermia) в районе Херванта (фин. Hervanta) является представителем этой индустрии.

## Экономика
В городе действует ряд крупных предприятий тяжелой, лёгкой и пищевой промышленности. Действует завод концерна Pilkington.
На заводе финской компании Walpella в 2015 году уже выпущено около 50 экскаваторов для китайской компании Sunward (в 2016 году планировалось выпустить ~300).

## Транспорт
Троллейбусное движение в Тампере существовало в 1948-1976 годах.
9 августа 2021 запущена трамвайная сеть в Тампере.
Транспортная компания, осуществляющая автобусные пассажирские перевозки по маршруту Санкт-Петербург — Тампере, в 2014 году была вынуждена сократить число рейсов с трёх до двух в неделю — понедельник и пятница (воскресный отменён) по причине малой информированности клиентов об этом виде услуг.
С другими городами Тампере связан также сетью железных дорог.
К юго-западу от города находится аэропорт Тампере-Пирккала.

## Достопримечательности

### Культовые строения
Одним из самых ранних культовых строений Тампере является Старая церковь, построенная в классическом стиле в 1828 году по проекту архитекторов Карло Басси и Карла Энгеля. В неоготическом стиле построена в 1881 году церковь Алексантери, а в стиле национального романтизма возведён по проекту Ларса Сонка в 1907 году Кафедральный собор. В 1966 году в стиле модернизм построен в районе Калева по проекту архитекторов Райли и Рейма Пиетиля современный бетонный храм — церковь Калева.
Единственная православная церковь в честь Александра Невского и святителя Николая построена в центре Тампере в 1899 году по проекту инженера Т. У. Языкова.
|                    |                |                     |                |                      |
| Кафедральный собор | Старая церковь | Церковь Алексантери | Церковь Калева | Православная церковь |

### Театры
- Театр Тампере
- Рабочий театр Тампере

### Музеи
- Музей творчества Туве Янссон «Музей муми-троллей»[17].
- Около 20 музеев различной направленности, в том числе музей шпионажа, музей полиции и музей Ленина.

### Архитектура
- Главная библиотека города Метсо (глухарь) архитекторов Райли и Рейма Пиетиля. Название здание получило потому, что его конфигурация напоминает силуэт глухаря.
- Люмос — самый северный готический фестиваль, проходящий ежегодно летом в Тампере.
- Парк развлечений Сяркянниеми.
- Смотровая башня Нясиннеула

### Скульптура
В общественном парке Хямеенпуйсто в 1921 году установлена Статуя Свободы — монумент в ознаменование победы белой стороны в гражданской войне.

## Население
| Год       | 1820      | 1850      | 1876      | 1881      | 1886      | 1889      | 1891      | 1896      | 1900      | 1904      |
| Население | 1 000     | ▲ 4 000   | ▲ 12 100  | ▲ 13 800  | ▲ 16 100  | ▲ 18 100  | ▲ 20 500  | ▲ 26 700  | ▲ 34 100  | ▲ 40 261  |
| Год       | 1910      | 1915      | 1926      | 1941      | 1960      | 1970      | 1975      | 1978      | 1980      | 1983      |
| Население | ▲ 45 100  | ▲ 45 200  | ▲ 51 700  | ▲ 81 000  | ▲ 132 673 | ▲ 158 380 | ▲ 166 338 | ▼ 165 519 | ▲ 166 228 | ▲ 167 344 |
| Год       | 1985      | 1987      | 1990      | 1993      | 1995      | 1996      | 1998      | 1999      | 2000      | 2001      |
| Население | ▲ 169 026 | ▲ 170 533 | ▲ 172 560 | ▲ 176 149 | ▲ 182 742 | ▲ 186 026 | ▲ 188 726 | ▲ 191 254 | ▲ 193 174 | ▲ 195 468 |
| Год       | 2004      | 2005      | 2006      | 2007      | 2008      | 2009      | 2010      | 2011      | 2015      | 2020      |
| Население | ▲ 200 980 |           | ▲ 204 385 | ▲ 206 615 | ▲ 209 409 | ▲ 209 748 | ▲ 211 691 | ▲ 213 315 | ▲ 225 118 | ▲ 238 420 |

## Спорт

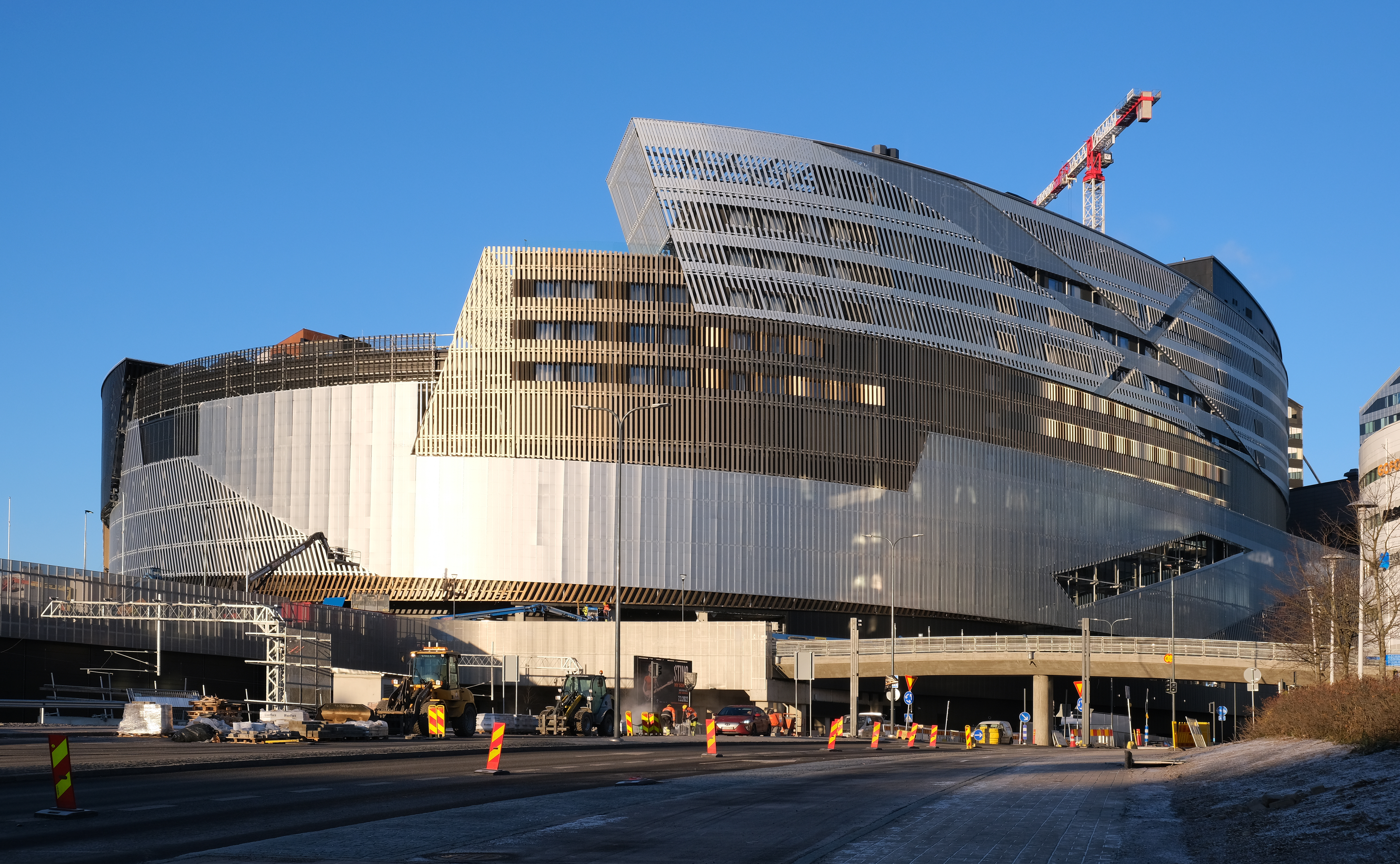
Тампере Палуб Арена

- Дважды (в 1979 и 2001 годах) в окрестностях Тампере проходил летний чемпионат мира по ориентированию.
- Тампере выдвигал заявку на проведение зимних олимпийских игр 1976 года, однако Международный олимпийский комитет отдал предпочтение Инсбруку.
- В 1981 году Тампере принял чемпионат Европы по боксу.
- Футбольный клуб «Тампере Юнайтед», трёхратный чемпион Финляндии (перестал существовать в 2010 году).
- Хоккейный клуб «Ильвес», многократный чемпион Финляндии.
- Хоккейный клуб «Таппара», многократный чемпион Финляндии.

## Города-побратимы
- Санкт-Петербург, Россия (1993)
- Нижний Новгород, Россия
- Выборг, Россия
- Брашов (рум. Braşov), Румыния
- Хемниц (нем. Chemnitz), Германия
- Эссен (нем. Essen), Германия
- Каунас (лит. Kaunas), Литва
- Киев (укр. Київ), Украина
- Коупавогюр (исл. Kópavogur), Исландия
- Линц (нем. Linz), Австрия
- Лодзь (пол. Łódź), Польша
- Мишкольц (венг. Miskolc), Венгрия
- Норрчёпинг (швед. Norrköping), Швеция
- Оденсе (дат. Odense), Дания
- Оломоуц (чеш. Olomouc), Чехия
- Саскатун (англ. Saskatoon), Саскачеван, Канада
- Сиракьюс (англ. Syracuse), Нью-Йорк, США
- Тарту (эст. Tartu), Эстония
- Тронхейм (норв. Trondheim), Норвегия